# Verbascum pilatii
Verbascum pilatii är en flenörtsväxtart som beskrevs av Karel Domin. Verbascum pilatii ingår i släktet kungsljus, och familjen flenörtsväxter. Inga underarter finns listade i Catalogue of Life.